# Sister (nummer)
Sister is een nummer van Sergio & The Ladies. Het was tevens het nummer waarmee ze België vertegenwoordigden op het Eurovisiesongfestival 2002 in de Estse hoofdstad Tallinn. België eindigde dertiende, met 33 punten, net genoeg om in 2003 opnieuw te mogen deelnemen.
Sergio's plan om deel te nemen, kwam er na een grap op café, waarin hij geheel voorbarig beweerde naar het Eurovisiesongfestival te gaan. Hij schakelde Marc en Dirk Paelinck — schrijvers van vele inzendingen voor het songfestival en van liedjes van Sergio's groep Touch of Joy — in om een lied te schrijven.
Na het festival was Sergio teleurgesteld in zijn dertiende plaats. Later liet hij optekenen dat hij zijn deelname een van de domste beslissingen uit zijn carrière vond, omdat hij op dat moment al de handen vol had met tv-werk en Touch of Joy. Het kwetste hem dat de pers hem schreeuwerig vond, wat hij zelf wijt aan de toonhoogte van het lied, die hij met moeite kon halen. Hij omschreef Sister als het moeilijkste nummer dat hij ooit zong.

## Resultaat
| Plaats | Land                  | Artiest                     | Lied                     | Punten |
| ------ | --------------------- | --------------------------- | ------------------------ | ------ |
| 12     | Israël                | Sarit Hadad                 | Light a candle           | 37     |
| 13     | Slovenië              | Sestre                      | Samo ljubezen            | 33     |
| 13     | België                | Sergio & The Ladies         | Sister                   | 33     |
| 13     | Bosnië en Herzegovina | Maja Tatić                  | Na jastuku za dvoje      | 33     |
| 16     | Turkije               | Buket Bengisu & Group Safir | Leylaklar soldu kalbimde | 29     |